# Pierre Schaeffer
Pierre Henri Marie Schaeffer (født 14. august 1910 i Nancy, død 19. august 1995 i Aix) var en fransk komponist, musikteoretiker, forfatter og ingeniør, der blev mest kendt for at være ophavsmanden til både akusmatisk musik og konkret musik, to typer af eksperimenterende musik, der blev udbredt i Europa i midten af 1900-tallet.
I 1948 skabte han de første kompositioner indenfor konkretmusik og dannede komponistkollektivet Groupe de recherches musicales, der komponerede elektronisk musik. Hans samarbejde med Pierre Henry resulterede bl.a. i Symphonie pour un homme seul fra 1950 og operaen La Voile d'Orphée fra 1953. I 1960 indstillede han sin komponistkarriere og helligede sig musikteorien.
Fra 1952 studerede den danske komponist Else Marie Pade hos ham, og udgav i sit første elektroniske værk i 1955.
Han har desuden skrevet biografier, noveller, essays og skuespil, der ofte omhandler musik. Han regnes i dag for at være en af de mest indflydelsesrige elektroakustiske musikere.